# Эпулоны
Эпуло́ны (лат. Epulōnes) — члены одной из четырёх великих римских жреческих коллегий.
Коллегия эпулонов была образована в 196 году до н. э. по предложению народного трибуна Гая Лициния Лукулла для проведения священных пиров в честь трёх капитолийских богов (лат. Lectisternium), что ранее было обязанностью понтификов, но и после образования коллегии понтифики имели право взять организацию пира на себя.
Членство в коллегии было доступно в том числе и плебеям и было совместимо с другими общественными должностями. Эпулоны носили тогу с пурпурной каймой (лат. toga praetexta).
Пир устраивался в честь Юпитера (лат. epulum Jovis in Capitolio), Юноны и Минервы, статуи которых натирали луком и намазывали суриком, причём Юпитера помещали на ложе (лат. lectus), Юнону и Минерву — на троне (лат. sella). Волосы названных богов должны были быть завиты. В празднестве принимал участие сенат в полном составе. Были и другие жертвоприношения, по случаю которых сенат применял своё право участия в общественном обеде (jus publice epulandi). Позднее установился обычай общественных пиров по окончании всех игр, устраивавшихся как частными лицами, так и магистратами. В подобных пирах принимал участие весь народ, причём сенат устраивал торжество на Капитолии.
Символом коллегии эпулонов была чаша — патера.
Первоначально число эпулонов равнялось трём (лат. Triumviri Epulones), позднее увеличено до семи (лат. Septemvĭri Epulōnes или Septemviri Epulonum); при Юлии Цезаре увеличено до десяти, но после его смерти вновь снижено до семи.
Существование коллегии эпулонов прослеживается до конца IV века.